# Cambridgea foliata
Cambridgea foliata is een spinnensoort in de taxonomische indeling van de Stiphidiidae.
Het dier behoort tot het geslacht Cambridgea. De wetenschappelijke naam van de soort werd voor het eerst geldig gepubliceerd in 1872 door Ludwig Carl Christian Koch.